# The Game Assembly
The Game Assembly (TGA) är en yrkeshögskola som utbildar spelutvecklare belägen i Malmö och Stockholm, Sverige. TGA startade 2008.
- År 2017 blev skolan utnämnd till näst bästa spelutvecklarskola i världen av The Rookies.[1]
- År 2023 vann skolan kategorin Årets mobilspel i The Rookies Awards.[2]